# Венгрия на летних Олимпийских играх 1956
Венгрия принимала участие в летних Олимпийских играх 1956 года в Мельбурне, Австралия, и Стокгольме, Швеция (соревнования по конному спорту).

## Медалисты
| Медаль  | Спортсмен | Вид спорта                  | Дисциплина                                |
| ------- | --- | --------------------------- | ----------------------------------------- |
| Золото  | Ласло Папп | Бокс                        | Мужчины, до 71 кг                         |
| Золото  | Агнеш Келети | Спортивная гимнастика       | Женщины, брусья                           |
| Золото  | Агнеш Келети | Спортивная гимнастика       | Женщины, бревно                           |
| Золото  | Агнеш Келети | Спортивная гимнастика       | Женщины, вольные упражнения               |
| Золото  | Андреа Бодо Агнеш Келети Ализ Кертес Эржебет Кётелеш Маргит Коронди Ольга Ташш                                                                                       | Спортивная гимнастика       | Женщины, командные упражнения с предметом |
| Золото  | Ласло Фабиан Янош Ураньи | Гребля на байдарках и каноэ | Мужчины, байдарка-двойка, 10.000 м        |
| Золото  | Рудольф Карпати | Фехтование                  | Мужчины, сабля, личное первенство         |
| Золото  | Аладар Геревич Рудольф Карпати Аттила Керестеш Пал Ковач Йенё Хамори                                                                                                 | Фехтование                  | Мужчины, сабля, командное первенство      |
| Золото  | Антал Больвари Отто Борош Дежё Дьярмати Эрвин Задор Ласло Йеней Тивадар Канижа Дьёрдь Карпати Михай Майер Кальман Марковитц Миклош Мартин Иштван Сивош Иштван Хевеши | Водное поло                 | Мужчины                                   |
| Серебро | Имре Пойяк | Борьба                      | Мужчины, греко-римская борьба, до 62 кг   |
| Серебро | Агнеш Келети | Спортивная гимнастика       | Женщины, многоборье                       |
| Серебро | Андреа Бодо Агнеш Келети Ализ Кертес Эржебет Кётелеш Маргит Коронди Ольга Ташш                                                                                       | Спортивная гимнастика       | Женщины, командное первенство             |
| Серебро | Иштван Хернек | Гребля на байдарках и каноэ | Мужчины, каноэ-одиночка, 1000 м           |
| Серебро | Янош Парти | Гребля на байдарках и каноэ | Мужчины, каноэ-одиночка, 10.000 м         |
| Серебро | Ференц Хатлацки | Гребля на байдарках и каноэ | Мужчины, байдарка-одиночка, 10.000 м      |
| Серебро | Йожеф Ковач | Лёгкая атлетика             | Мужчины, 10.000 м                         |
| Серебро | Шандор Рёжней | Лёгкая атлетика             | Мужчины, 3000 м с препятствиями           |
| Серебро | Ева Секей | Плавание                    | Женщины, 200 м брассом                    |
| Серебро | Лайош Бальтазар Барнабаш Берженьи Йожеф Мароши Амбруш Надь Бела Реррих Йожеф Шакович                                                                                 | Фехтование                  | Мужчины, шпага, командное первенство      |
| Бронза  | Дьюла Тот | Борьба                      | Мужчины, греко-римская борьба, до 67 кг   |
| Бронза  | Ольга Ташш | Спортивная гимнастика       | Женщины, опорный прыжок                   |
| Бронза  | Лайош Киш | Гребля на байдарках и каноэ | Мужчины, байдарка-одиночка, 1000 м        |
| Бронза  | Карой Виеланд Ференц Мохачи | Гребля на байдарках и каноэ | Мужчины, каноэ-двойка, 1000 м             |
| Бронза  | Имре Фаркаш Йожеф Хунич | Гребля на байдарках и каноэ | Мужчины, каноэ-двойка, 10.000 м           |
| Бронза  | Дьёрдь Тумпек | Плавание                    | Мужчины, 200 м баттерфляем                |
| Бронза  | Йожеф Дьюрица Йожеф Мароши Лайош Сомоди Эндре Тилли Михай Фюлёп Йожеф Шакович                                                                                        | Фехтование                  | Мужчины, рапира, командное первенство     |